# Jean-Augustin Barral
Jean-Augustin Barral (n. 31 ianuarie 1819 la Metz - d. 10 septembrie 1884 la Fontenay-sous-Bois) a fost un chimist, fizician și agronom francez.
Este cunoscut pentru studiile efectuate asupra nicotinei.
A scris mai multe cărți pentru popularizarea științei, fiind interesat de domenii ca agricultura și irigațiile.
A fost secretar al Societății Agricole Naționale.
Numele său se află înscris pe Turnul Eiffel.
1. 1 2  Jean-Augustin Barral, SNAC, accesat în 9 octombrie 2017
2. 1 2 3  Autoritatea BnF, accesat în 10 octombrie 2015
3. 1 2  Jean Augustin Barral, annuaire prosopographique: la France savante, accesat în 9 octombrie 2017
4. ↑  CONOR.SI[*] Verificați valoarea |titlelink= (ajutor)
5. ↑   https://www.toureiffel.paris/fr/le-monument/tour-eiffel-et-sciences Lipsește sau este vid: |title= (ajutor)